# 汪子嵩
汪子嵩（1921年—2018年1月21日）浙江杭州人，中华人民共和国哲学家，古希腊哲学专家。

## 生平
1921年生于杭州近郊一户木行之家。1945年自西南联合大学哲学系毕业。后考入北京大学文科研究所，师从陈康学习古希腊哲学。1949年到1964年，在北京大学哲学系任教。1964年到1987年，任人民日报理论部编辑、高级编辑、副主任。曾任中华全国外国哲学史研究会理事长，《中国大百科全书·哲学卷》编委会副主任及外国哲学史分支主编。
2018年1月21日，汪子嵩在家中逝世，享年97岁。

## 著作
- 《古希腊的民主和科学精神》
- 《亚里士多德关于本体的学说》
- 《希腊哲学史》（合著）[1]